# Ilha Jarvis
A ilha Jarvis (em inglês:  Jarvis Island, pronunciado em inglês: [ˈdʒɑrvɨs ˈaɪlənd]) é uma ilha desabitada de 4,5 km² localizada a 0°22' S e 160°03' O, no sul do Oceano Pacífico, aproximadamente na metade do caminho entre o Havaí e as Ilhas Cook. É um território dependente dos Estados Unidos, administrado de Washington pela United States Fish and Wildlife Service, que é parte da United States Department of the Interior, controlada pelo sistema da National Wildlife Refuge. Fazem parte do arquipélago denominado Espórades Equatoriais.
A ilha foi descoberta em 21 de agosto de 1821 pelo navio britânico Eliza Francis, e foi nomeada pelo seu comandante, Capitão Brown. Foi anexada pelos Estados Unidos em 1858, mas abandonada em 1879 depois que toneladas de guano já haviam sido removidos. A Grã-Bretanha anexou a ilha em 1889, mas nunca realizou planos de exploração. Os depósitos de guano foram minerados até o final do século XIX. Os EUA ocuparam e exigiram a ilha em 1935.
O povoado de Millersville, na parte oeste da ilha, foi utilizado como uma estação meteorológica de 1935 até o início da Segunda Guerra Mundial, quando foi então abandonado; só foi reocupado em 1957 por cientistas, durante o Ano Internacional da Geofísica, porém novamente abandonado em 1958. 
A visita à Ilha Jarvis necessidata de licença especial da U.S. Fish and Wildlife Service, e é geralmente restrito a cientistas e educadores. A ilha é visitada anualmente pela U.S. Fish and Wildlife Service e pela Guarda Costeira dos Estados Unidos.
Não há portos nem cais na ilha, mas há pontos de ancoradouro próximos da costa. Só há área de desembarque no meio da costa oeste e outro perto da parte sudoeste da ilha. Um farol diurno jaz no meio da costa oeste.
A ilha tem clima tropical, com escassas chuvas, ventos constantes e sol forte. Variando do nível do mar a 7 metros de altitude, o terreno é arenoso, e a ilha de corais é circundada por uma estreita orla de recifes. Seus pequenos gramados, suas vinhas, e seus arbustos são, principalmente, um habitat para pássaros marinhos, costeiros, e a vida marinha aninharem-se e alimentarem-se. Não há água mineral na ilha.

## Ver também

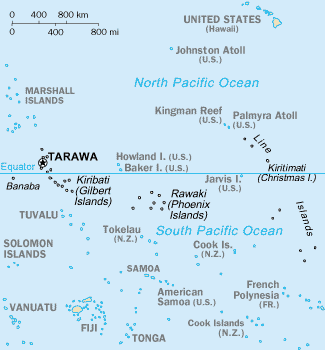
Mapa que mostra a localização de Jarvis no Pacífico, junto da linha do Equador